# Avenue Pierre-Mendès-France
Pour les articles homonymes, voir Mendès France (homonymie).
L’avenue Pierre-Mendès-France est une avenue créée en 2002 dans le quartier de la Salpêtrière du 13e arrondissement de Paris, dans l'opération d'aménagement Paris Rive Gauche.

## Situation et accès
L’avenue Pierre-Mendès-France est une voie située dans le 13e arrondissement de Paris. Elle débute au 24, boulevard Vincent-Auriol et se termine 72, quai d’Austerlitz.
Tracée dans le prolongement de l’avenue de France, elle suit principalement un tracé sud-est/nord-ouest sensiblement parallèle à la Seine (au nord-est) et aux voies ferrées de la gare d’Austerlitz (au sud-ouest), mais sa section nord, peu avant l’intersection avec le quai d’Austerlitz, fait une bifurcation de presque 90 degrés à droite, vers le nord-est, permettant à cette partie terminale de l’artère d’être dans l’axe du pont Charles-de-Gaulle terminé en 1996, franchissant le fleuve et rejoignant le 12e arrondissement.
Le quartier est desservi, au sud de l’avenue, par la ligne de métro 6 à la station Quai de la Gare et, au nord, par les lignes de métro 5 et 10 à la station Gare d'Austerlitz.

### Voies adjacentes côté Seine
- Rue François-Bloch-Lainé
- Rue Paul-Klee

### Voies adjacentes côté gare
- Rue Berenice-Abbott
- Rue David-Bowie[1]
- Rue Vivian-Maier
- Rue Dorothea-Lange
- Rue Gisèle-Freund

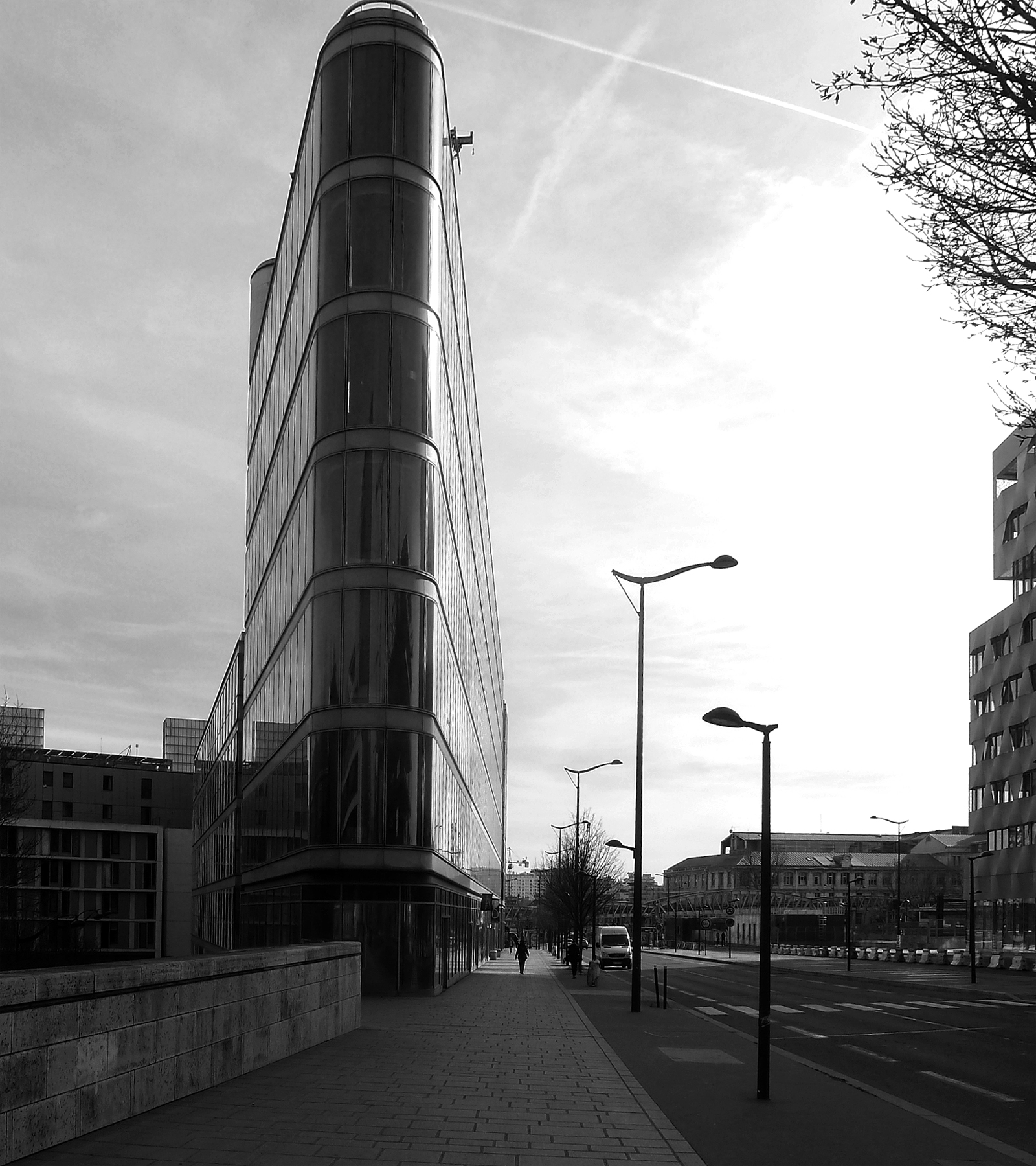
L'avenue à proximité de son début.
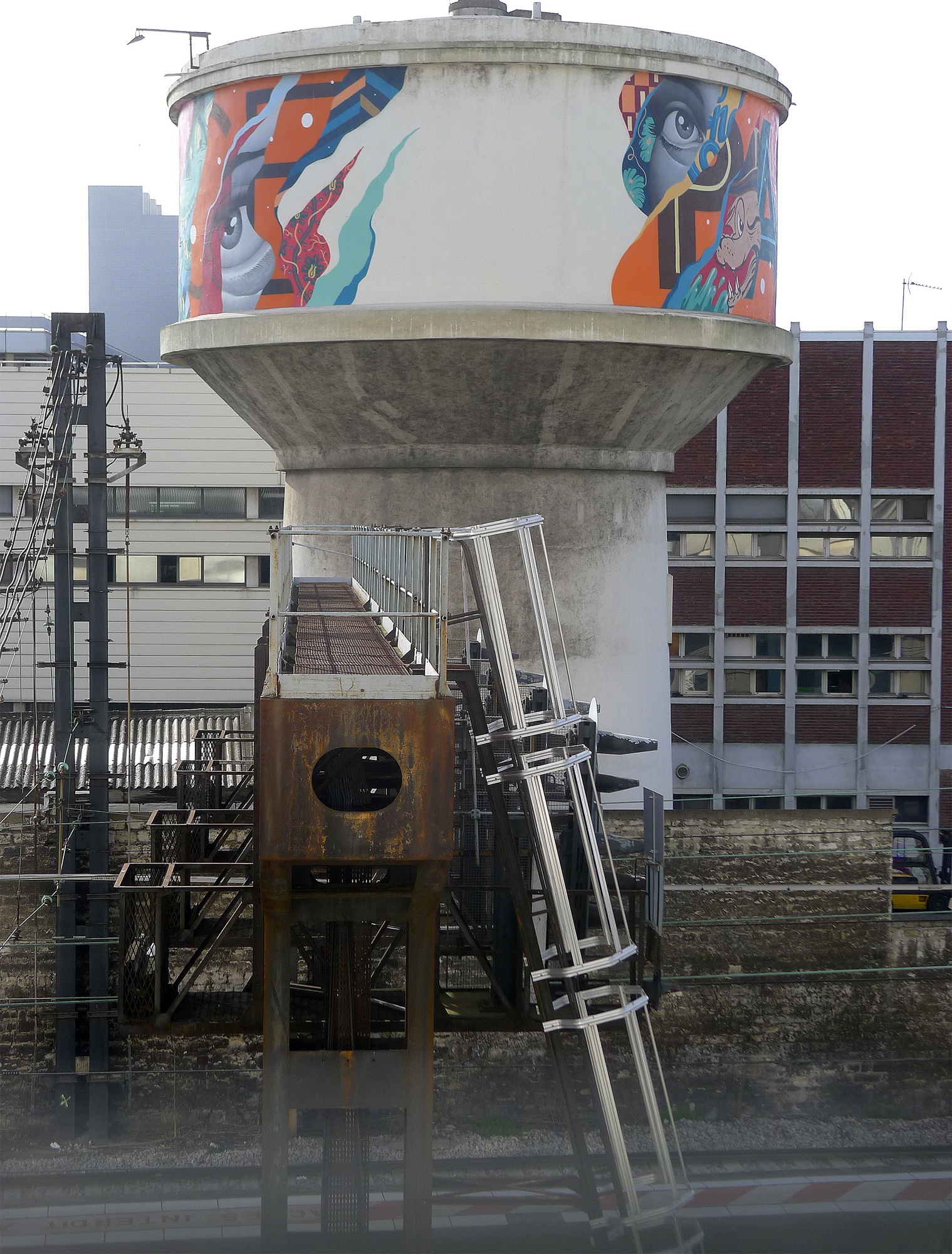
Vue en surplomb du château d'eau de la gare de Paris-Austerlitz.
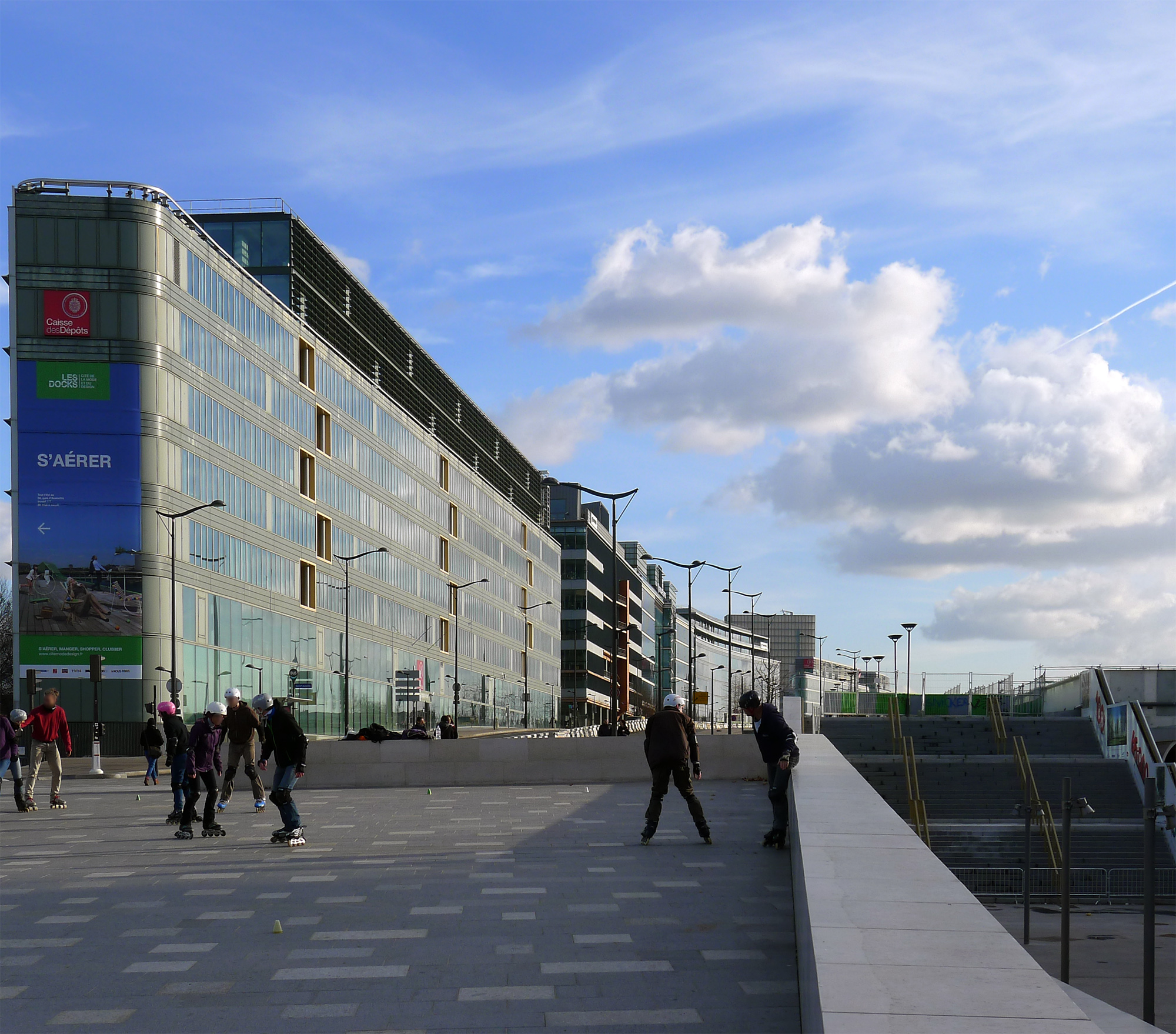
Fin de l'avenue à proximité de la gare de Paris-Austerlitz.

## Origine du nom

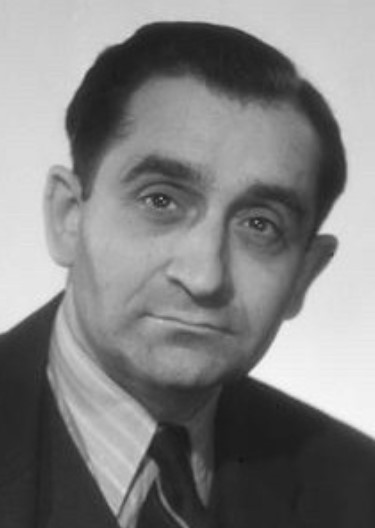
Pierre Mendès France en 1948.

Elle rend hommage à l’homme politique français Pierre Mendès France (1907-1982).

## Historique
Son tracé faisait partie initialement de l’avenue de France (antérieurement « voie BJ/13 »), mais a été renommé « avenue Pierre-Mendès-France » en 2002.

## Bâtiments remarquables et lieux de mémoire

No 67.

- No 15 : siège de la Métropole du Grand Paris.
- No 67 : immeuble de sept étages conçu par l’agence norvégienne Snøhetta, où le journal Le Monde a emménagé au mois de janvier 2020 en compagnie de Courrier international, Télérama, La Vie, le HuffPost et L'Obs. La rédaction du quotidien du soir occupe la plus grande partie des quatrième et cinquième étages[2].